# Retorno de carro

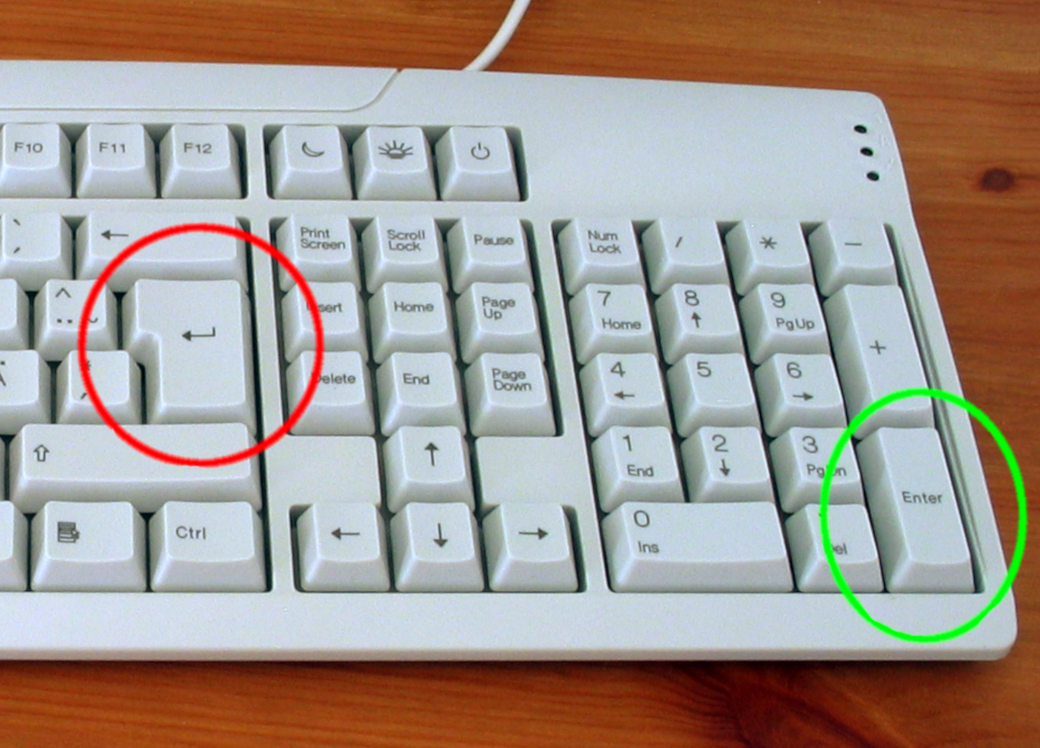
Las teclas Return e Intro, marcadas en rojo y verde respectivamente, producen un retorno de carro en el texto.

En informática, el retorno de carro (abreviado CR por su nombre en inglés, carriage return) es uno de los caracteres de control de la codificación ASCII, Unicode, o EBCDIC, que hace que se mueva el cursor a la primera posición de una línea. A veces se usa junto con el salto de línea (LF), que lo baja a la siguiente línea; es por tanto una forma de hacer un salto de línea, es por esto que algunos editores de texto como Notepad añaden junto con el salto de línea el retorno de carro (CR).

## Historia

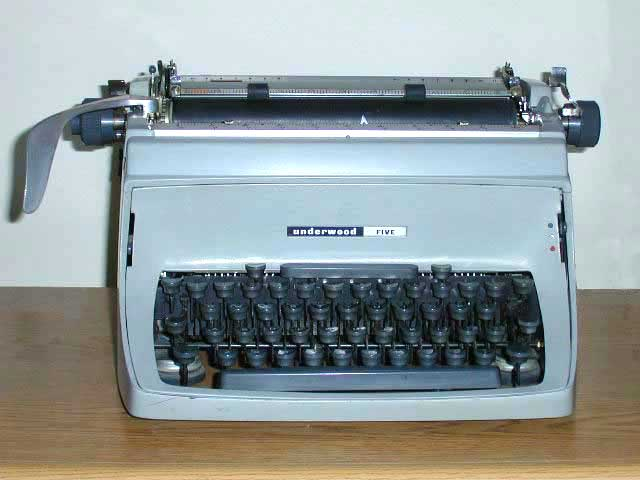
Touchmaster Five con palanca para retorno de carro a la izquierda

El término viene de las máquinas de escribir, que tienen un cilindro llamado carro que es donde se apoya el papel. Cuando la persona que está escribiendo decide terminar una línea debe accionar una palanca o mecanismo (llamada retorno de carro) que primero gira el carro y desplaza el papel hacia arriba y luego mueve el carro hacia la derecha, situando de nuevo el punto de escritura en la parte izquierda de la hoja.
Las máquinas de escribir eléctricas sustituyeron esta palanca por una tecla, a la que llamaron retorno de carro o solo retorno (return en inglés). Para describir mejor el significado de esta tecla, se la etiquetó con el símbolo ↵, que ilustra la acción que hace sin necesitar palabras.
Las primeras impresoras eran muy parecidas a las máquinas de escribir, y cada vez que les llegaba el carácter de retorno de carro, activaban el proceso físico de retorno del carro.
Muchos ordenadores usan ahora el carácter de retorno de carro, a veces junto con el de salto de línea, para representar el final de una línea de texto, pero se han usado varios otros métodos (véase nueva línea).
En realidad, más que de las máquinas de escribir, los términos «retorno de carro» (carriage return) o «salto de línea» (line feed) son originarios de los teletipos ya que en las máquinas de escribir mecánicas, al accionar la palanca para retornar el carro, también producía la acción de alzar la línea. En los teleimpresores TTY (teletipos) esta acción era separada contando con dos teclas, la de retorno de carro y la de nueva línea, esto ocasionaba generalmente algunos problemas, especialmente en el modo radioteletipo, debido a que por la acción del ruido o interferencias se podían producir sobreimpresiones del texto. La lógica de todo esto era poder retornar sobre la misma línea con la intención de subrayar, corregir, resaltar, etc.

## Representación
En ASCII y Unicode, el retorno de carro se representa mediante el código decimal 13 (en hexadecimal 0D).
En el lenguaje de programación C y en otros derivados de C, se usa \r para representar este carácter. No debe confundirse con «salto de línea» que se representa con \n.
Algunos estándares (como HTML) tratan el retorno de carro y demás saltos de línea como un espacio en blanco.

## Teclas
El teclado puede enviar un retorno de carro al ordenador mediante varias teclas, dependiendo del sistema y del protocolo de procesamiento mediante el cual se trabaje, algunas de estas teclas son:
- «Retorno» (return), normalmente etiquetada como ↵
- «Intro» (Enter), situada en el teclado numérico
- Control-M
- Puede introducirse mediante ALT + 13

Aunque «Intro» y «Retorno» muchas veces hacen lo mismo, mas siempre son distinguibles por el sistema.